# Ula (Ula) fulva
Ula (Ula) fulva is een tweevleugelige uit de familie Pediciidae. De soort komt voor in het Oriëntaals gebied.